# EXR (기업)
EXR은 대한민국의 의류 기업으로, 성우하이텍의 계열사이다. 본사는 서울특별시 서초구에 있다. 대한민국 외에도 일본, 중국, 인도네시아 등에도 진출하였다.